# الوحدة السكنية (القبيطة)

تعديل مصدري - تعديل

الوحدة السكنية هي إحدى قرى عزلة كرش بمديرية القبيطة التابعة لمحافظة لحج، بلغ تعداد سكانها 366 نسمة حسب تعداد اليمن لعام 2004.